# Saint-Genis-Laval
Saint-Genis-Laval [sɛ̃ ʒəni laval] ist eine französische Gemeinde mit 21.329 Einwohnern (Stand 1. Januar 2022) in der Métropole de Lyon in der Region Auvergne-Rhône-Alpes. Sie gehört zum Arrondissement Lyon. Saint-Genis-Laval war bis 2015 außerdem der Hauptort (chef-lieu) des Kantons Saint-Genis-Laval.

## Geographie

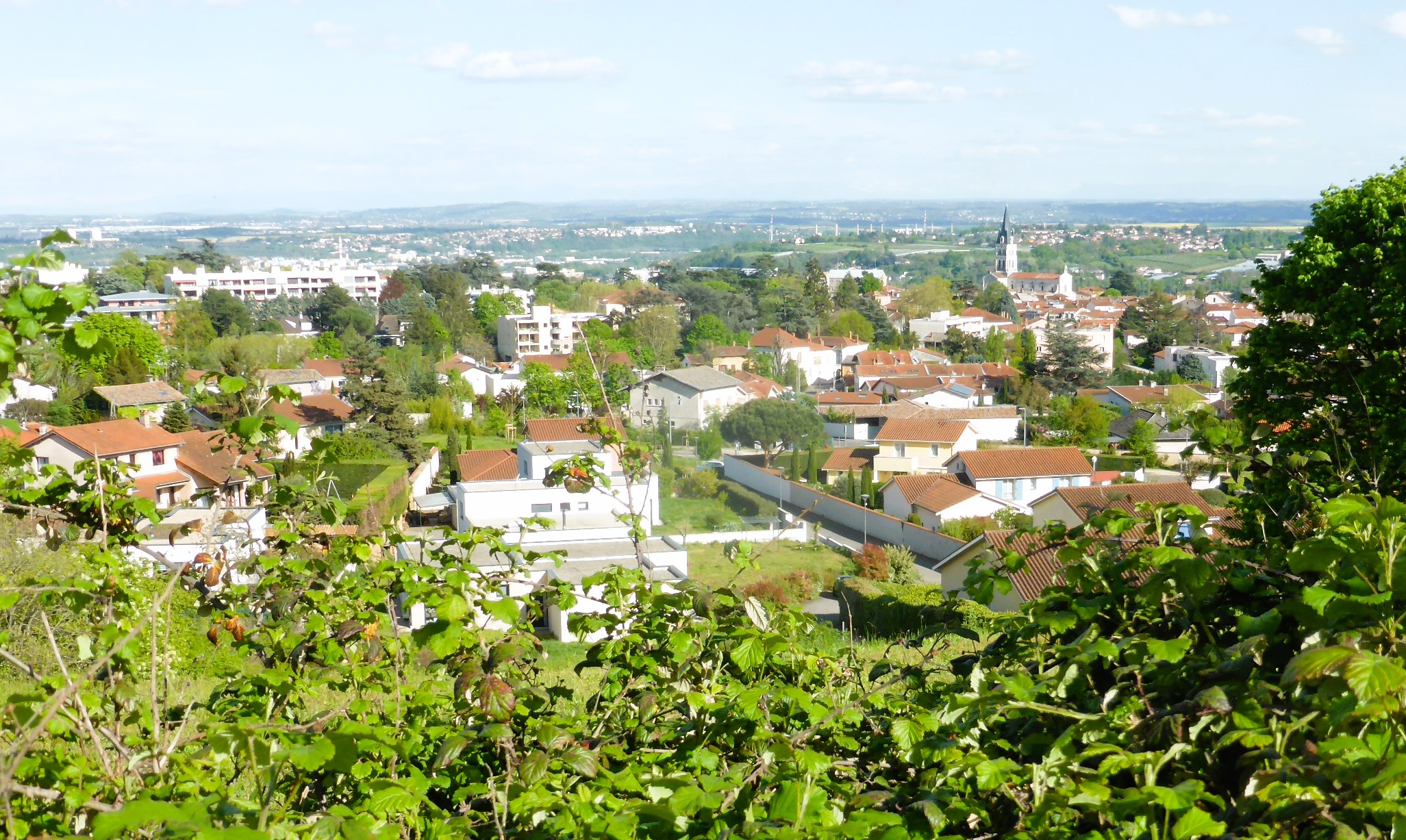
Blick von Nordwesten über den Ort

Die Gemeinde Saint-Genis-Laval hat den Charakter einer Vorstadt und bildet mit anderen umliegenden Gemeinden und der Großstadt Lyon ein geschlossenes Siedlungsgebiet. Der Ortskern von Saint-Genis-Laval liegt zwei Kilometer westlich der Rhone und etwa sechs Kilometer südwestlich des Lyoner Stadtzentrums.

## Geschichte
Die Ersterwähnung der Stadt, deren Name sich von dem Heiligen Genesius von Rom ableitet, geht auf das Jahr 807 zurück in einer Schenkungsurkunde des Erzbischofs Leidrade an das Spital Saint-Romain und Saint-Genis. Im Jahr 984 wird Saint-Genis erstmals als Pfarrgemeinde des Erzbistums Lyon erwähnt.
Am Beginn des 13. Jahrhunderts wurde die Endung de la vallée („vom Tal“) angehängt, um die Stadt von den anderen existierenden Orten mit gleichem Namen zu unterscheiden. Im 15. Jahrhundert erfolgte die Umbenennung auf Laval.
Am 20. August 1944 wurden etwa 120 Männer und Frauen, zumeist Angehörige der Résistance (darunter Jeanine Sontag), von der Gestapo unter dem Befehl von Klaus Barbie aus dem aufgelösten Lyoner Gefängnis Fort Montluc nach Saint-Genis-Laval transportiert, dort in ein Haus des ehemaligen Fort de Côte-Lorette getrieben und mit Maschinengewehren erschossen. Das Haus zündeten die Mörder danach an. Dieses Kriegsverbrechen wurde als Massaker von Saint-Genis-Laval bekannt, 1954 wurde Barbie dafür von einem französischen Gericht in Abwesenheit zum Tode verurteilt.

### Bevölkerungsentwicklung
| Jahr                       | 1962 | 1968 | 1975   | 1982   | 1990   | 1999   | 2007   | 2017   |
| -------------------------- | ---- | ---- | ------ | ------ | ------ | ------ | ------ | ------ |
| Einwohner                  | 6141 | 7128 | 13.162 | 14.353 | 18.782 | 19.221 | 20.313 | 21.217 |
| Quellen: Cassini und INSEE |      |      |        |        |        |        |        |        |

## Sehenswürdigkeiten
Die Stadt besitzt mehrere Schlösser, einen großen Park mit den Ruinen des alten Schlosses, sowie ein Fort. Auf dem Gebiet der Gemeinde Saint-Genis-Laval liegt auch das astronomische Observatorium von Lyon.

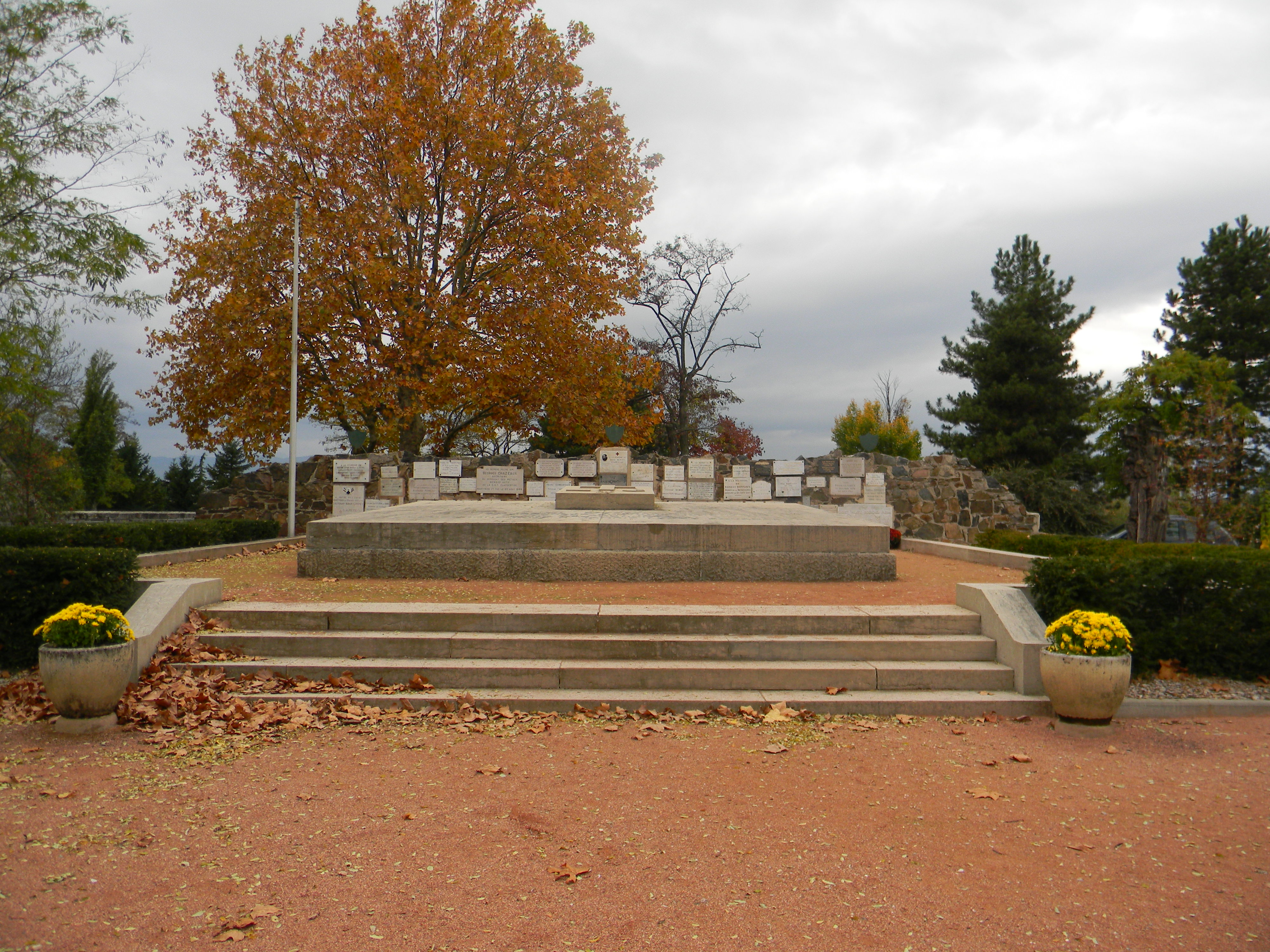
Mahnmal am Ort des Massakers von 1944
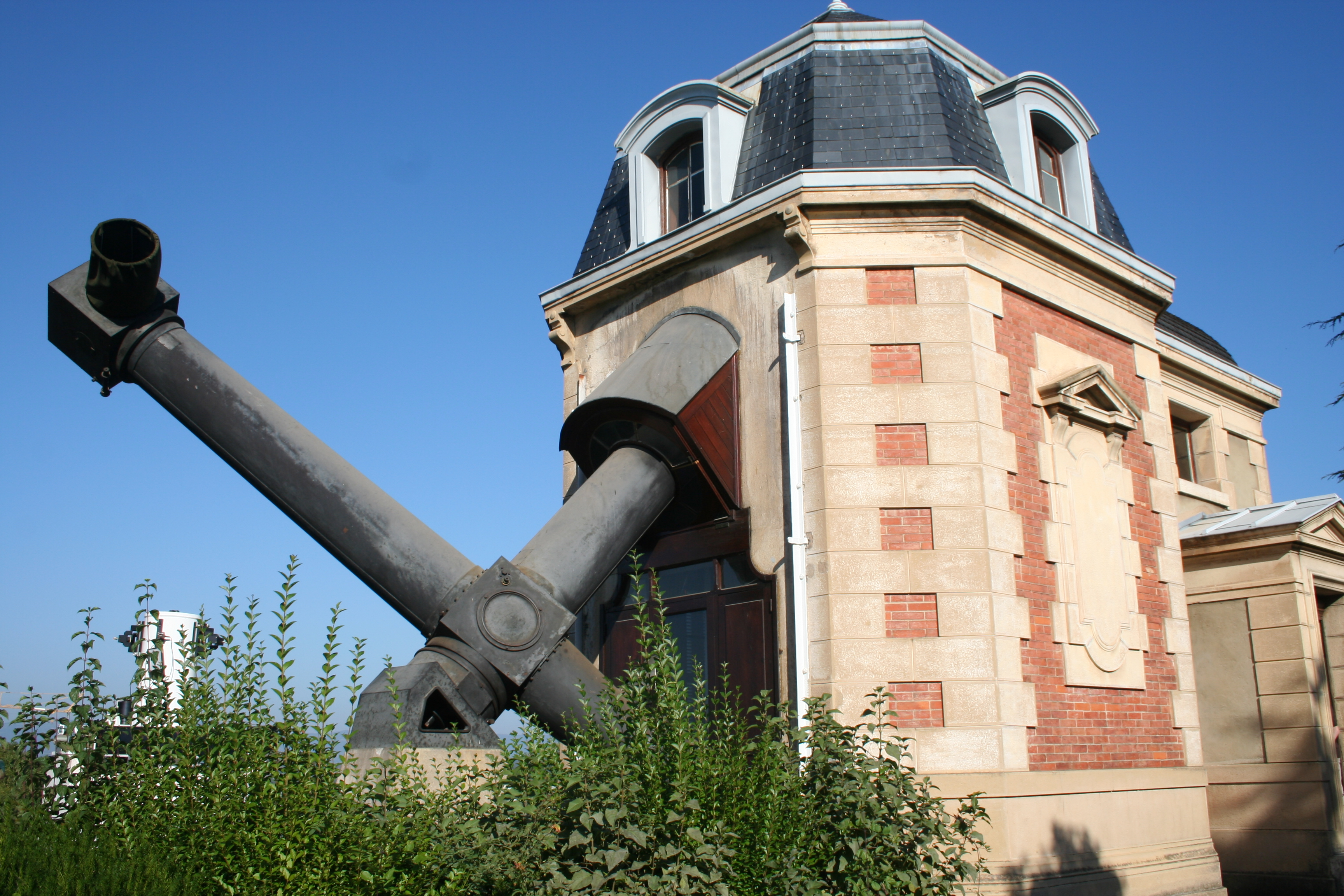
Observatorium
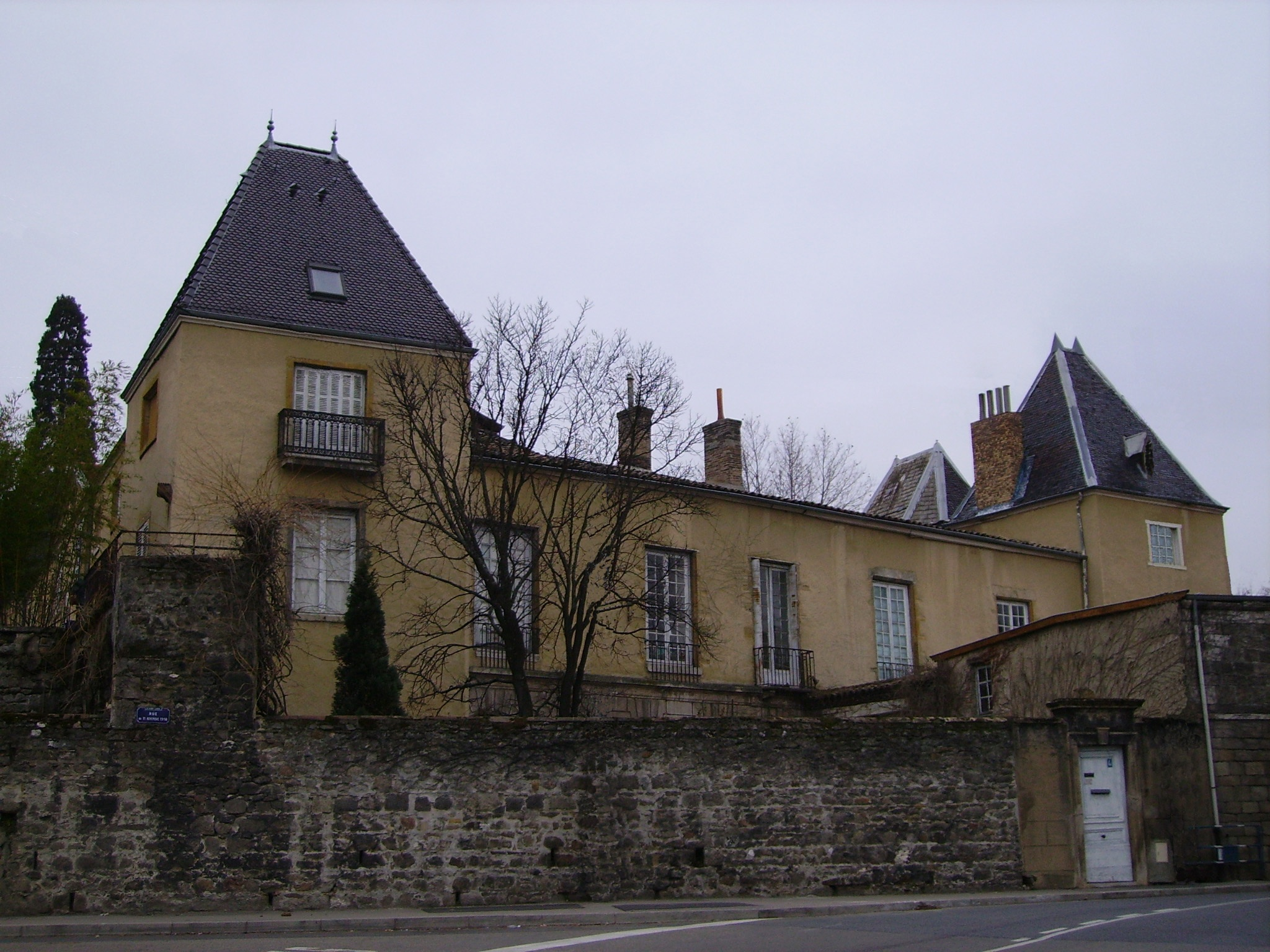
Château de la Tour
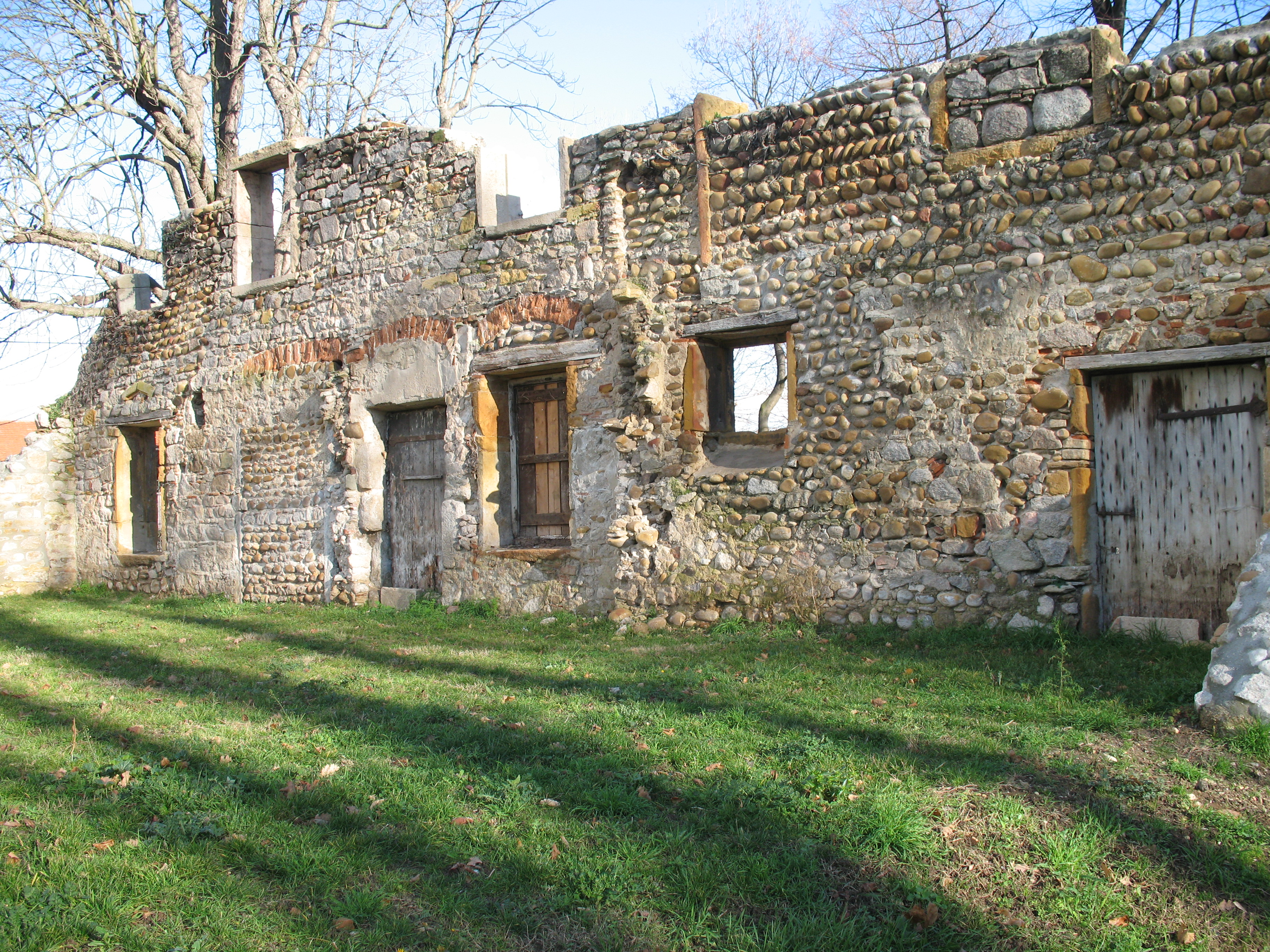
Ruinen des Château de Beauregard

## Kultur
Die Stadt besitzt seit 1995 ein Kulturzentrum mit einem Kino für 300 Personen. Aufgrund der zahlreichen internationalen Bewohner gibt es ein attraktives Angebot an ausländischen Kulturveranstaltungen.

## Wirtschaft
In der Stadt sind mehrere Industriezonen mit rund 650 Betrieben, die über 3800 Jobs anbieten, sowie ein Einkaufszentrum angesiedelt.

## Persönlichkeiten
- Lucien Begule (1848–1935), französischer Archäologe, geboren in Saint-Genis-Laval
- Charles Luizet (1903–1947), französischer Politiker, ehemaliger Präfekt der Polizei von Paris
- Édouard Herriot (1872–1957), französischer Politiker, ehemaliger Bürgermeister von Lyon und Ministerpräsident, gestorben in Saint-Genis-Laval